# Графство Ганау-Ліхтенберг
Графство Ганау-Ліхтенберг (нім. Grafschaft Hanau-Lichtenberg) — історичне графство у складі Священної Римської імперії. 
Засновано в 1456-80 рр. з частини графства Ганау та половини володіння Ліхтенберг. 
Після згасання роду графів Ганау-Ліхтенбергів в 1736 році перейшло до Гессен-Дармштадта та Гессен-Касселя. 
Його центр був у Нижньому Ельзасі зі столицею в Бухсвайлері.

## Історія

### Утворення графства Ганау-Бабенгаузен
У 1451 році помер Райнгард II що правив у графстві Ганау, а через рік помер його син і спадкоємець Райнгард III. 
Його спадкоємцем став його чотирирічний син Філіп I Молодший (* 1449; † 1500). 
Через турботу про продовження династії родичі та шляхтичі графства погодилися не застосовувати принцип первородства і передати територію графства Ганау на південь від Майну дядькові спадкоємця і брату покійного Райнгарда III, Філіпу I Старшому (* 1417; † 1480). 
По суті, це стосувалося амту Бабенгаузен та частини Ганау в кондомініумі Умштадт, який перебував у спільній власності з Курпфальцом. 
Це дарування дозволило йому одружитися та стати батьком нащадків, які мали право на спадкування, таким чином підвищивши безпеку подальшого існування графського дому. 
Філіп I Старший тепер називав себе фон Ганау-Бабенгаузен.

### Успадкування Ліхтенберга
Філіп I одружився в 1458 році з Анною Ліхтенберзькою (* 1442; † 1474), однією з двох спадкоємиць Людвіга V Ліхтенберзького (* 1417; † 1474). 
Після смерті останнього Ліхтенберга, брата Людвіга, Якоба Ліхтенберзького, Філіп I здобув в 1480 році половину володіння Ліхтенберг у Нижньому Ельзасі зі столицею Бухсвайлер. 
Від цього шлюбу виникла лінія та графство Ганау-Ліхтенберг. 
Його племінник Філіп I (Молодший) та його нащадки на відмінну називали себе «графами Ганау-Мюнценберга». 
Друга половина спадщини дісталася швагрові Філіпа I, Симону IV фон Цвайбрюккен-Біч. 
Зі спадщини Ліхтенбергів Ганау-Ліхтенберг здобув амти:
- Бухсвайлер[de]
- Гаттен[de]
- Ліхтенау[de]
- Нойвайлер[de]
- Нідербронн[de]
- Пфаффенгофен[de]
- Вестгофен[de]
- Вольфісгайм[de]

Крім того, два амти зі спадщини тепер були кондомініумами між Ганау-Ліхтенбергом і Цвайбрюккен-Бічем, а саме:
- Брумат[de]
- Вілльштетт[de]

Цей неповний розподіл майна призвів до постійного конфлікту між династіями Ганау-Ліхтенберг і Цвайбрюккен-Біч. Ситуація була настільки складною, що арбітражна угода, зрештою укладена за посередництва імператора Максиміліана I в 1513 році, потребувала дев’яти років: лише восени 1522 року сторони нарешті домовилися, що амт Брумат повністю стане частиною Цвайбрюккен-Біч, тоді як амт Вілльштетт повністю стане частиною графства Ганау-Ліхтенберг. 

Частини графства Ганау-Ліхтенберг, особливо райони на Верхньому Рейні та в районі Страсбурга, серйозно постраждали від селянських повстань 1525 року. 
Регіональні заворушення були припинені Ренченським договором. 
Проте граф Філіп III не вважав за потрібне виконувати положення договору, оскільки він не брав належної участі в переговорах. 

Це також змусило графа скептично поставитися до Реформації. 
Лише його син, граф Філіп IV, ввів її в лютеранському варіанті.

### Успадкування Цвайбрюккена
У 1570 році відбулося наступне велике успадкування. 
Граф Якоб фон Цвайбрюккен-Біч (* 1510; † 1570) і його брат Симон V Веккер, який помер в 1540 році, залишили лише по одній дочці. 
Донька графа Якоба, Маргарета (* 1540; † 1569), була одружена з Філіппом V Ганау-Ліхтенберзьким (* 1541; † 1599). 
Спадщина містила другу половину володіння Ліхтенберг, яким ще не керував Ганау-Ліхтенберг, графство Цвайбрюккен-Біч і володарство Оксенштайн. 
Після отримання спадщини між чоловіками двох двоюрідних сестер, графом Філіпом I Лейнінген-Вестербурзьким і графом Філіпом V Ганау-Ліхтенберзьким, виникла суперечка. 

Останній, однак, зміг перемогти Філіпа I. 
Таким чином, наступні території з графства Цвайбрюккен-Біч увійшли до графства Ганау-Ліхтенберг 
:
- Володарство Біч[de]
- Амт Брумат[de] (зі спадщини Ліхтенбергів)
- Амт Інгвайлер[de] (зі спадщини Ліхтенбергів)
- Амт Лемберг[de]
- Амт Оффендорф[de]
- Амт Вілльштетт[de] (зі спадщини Ліхтенбергів)
- Амт Верт[de] (зі спадщини Ліхтенбергів)

Частини графства Цвайбрюккен-Біч були феодальними володіннями герцогства Лотарингія. 
Негайно запровадивши Реформацію з лютеранськими віруваннями, Філіп V Ганау-Ліхтенберг зробив це могутнє римо-католицьке герцогство своїм ворогом: воно конфіскувало феодальні володіння. 
У липні 1572 року війська Лотарингії окупували графство і скасували Реформацію. 
Оскільки Філіп V не зміг впоратися з перевагою Лотарингії, він обрав судовий позов. 
Проте під час судового розгляду в Імперському камеральному суді Лотарингія могла покластися на той факт, що, з одного боку, значні території Цвайбрюккен-Біч були лотаринзькими феодальними володіннями, а з іншого боку, що графи Лайнінген продали свої претензії на спадщину Лотарингії в 1573 році.
Лише в 1604-06 рр. між Ганау-Ліхтенбергом і Лотарингією укладено мир. 
Він містив поділ і враховував старі договори: володарювання Біч повернулося до Лотарингії, а амт Лемберг, який був алодом графів Цвайбрюккен, передано Ганау-Ліхтенбергу. 
В результаті Біч залишився католицьким, а лютеранську конфесію ввели в окрузі Лемберг.

### Об'єднання з Ганау-Мюнценбергом
У 1642 році рід Ганау-Мюнценберги згас по чоловічій лінії. 
На той час у Ганау-Ліхтенберзі правив граф Фрідріх Казимир (* 1623; † 1685), якому було лише дев’ятнадцять років. 
Тридцятилітня війна все ще вирувала, родинний зв'язок із загиблим останнім Ганау-Мюнценбергером був занадто далеким, а прихід до влади аж ніяк не був певним. 
Граф Фрідріх Казимир був привезений до Ганау його опікуном, бароном Георгом II Флеккенштейн-Дагштуль (* 1588; † 1644), під прикриттям та інкогніто. 
Там він спочатку мав за договором гарантувати ряд поступок патриціату Нового Міста, перш ніж він міг здобути владу. Це включало, перш за все, релігійну свободу для реформатської деномінації, «державної релігії» в Ганау-Мюнценберзі, тому що Ганау-Ліхтенберг залишився лютеранином, а Фрідріх Казимир сам був лютеранином. 
Наступного року за допомогою ландграфині Амалії Єлизавети Гессен-Кассельської (* 1602; † 1651), уродженої графині Ганау-Мюнценберга, претензії графа Фрідріха Казимира також висунули проти архієпископа Майнца. 
Натомість він уклав договір спадкування з ландграфом, згідно з яким, якщо дім Ганау згасне, Ганау-Мюнценберг перейде до Гессен-Касселя. 
У 1647 році Фрідріх Казимир одружився зі вдовою свого попередника з Ганау-Мюнценберга Сибіллі Крістіні Ангальт-Дессауської (* 1603; † 1686), яка була на двадцять років старша за нього. 
Ймовірно, цей крок був необхідним через складне фінансове становище округу, оскільки він зберіг дохід графині. Шлюб залишився бездітним.
У 1680 році частини графства, розташовані в Ельзасі, були анексовані Королівством Франція в рамках «політики приєднання» Людовика XIV. 

Це означало обмеження, особливо для лютеран. 
У багатьох громадах церкви були перетворені на одночасні церкви: лютерани та римо-католики мали ділити простір для богослужінь. 
Проте лютеранство залишалося сильним у графстві: в ельзаській частині було 55 парафій, що становило понад третину всіх лютеранських парафій в Ельзасі. 

Спадок графа Фрідріха Казимира, який помер бездітним, дістався двом синам його брата Йоганна Райнгарда II (* 1628; † 1666): граф Філіп Райнгард (* 1664; † 1712) здобув Ганау-Мюнценберг, а граф Йоганн Райнгард III (* 1665; † 1736) Ганау-Ліхтенберг. 
Таким чином графство Ганау-Ліхтенберг знову стало незалежним. 
Коли Філіп Райнгард помер, не залишившись прямих спадкоємців, його брат Йоганн Райнгард III успадкував також регіон Ганау-Мюнценберг, і графство Ганау було знову об'єднане.

### Зникнення графства Ганау
Йоганн Райнгард III був останнім чоловіком з роду Ганау, і після його смерті в 1736 році згідно з договором 1643 року землі графства Ганау-Мюнценберг відійшли ландграфству Гессен-Кассель. 
Землі графства Ганау-Ліхтенберг відійшли ландграфству Гессен-Дармштадт, оскільки Шарлотта-Крістіна Ганау-Ліхтенберзька (дочка Йоганна Райнгарда III) була дружиною Людвіга VIII Гессен-Дармштадтського. 
При цьому питання про адміністративну приналежність амта Бабенгаузен мало не призвело до війни між двома ландграфствами. 
Справа була передана в Імперський камеральний суд, і після тривалого розгляду спірна територія була в 1771 році приблизно порівну розділена між Гессен-Касселем і Гессен-Дармштадтом.

### Франція
До 1504 року кондомініум Умштадт наполовину належав Ганау-Ліхтенбергу. 
Приблизно з 1680 року більшість амтів на лівому березі Рейну в Ельзасі були анексовані Королівством Франція в рамках політики приєднань Людовика XIV; з 1680 року амти Брумат, Бухсвайлер, Гаттен, Інгвайлер, Оффендорф , Пфаффенгофен, Вестгофен, Верт і Вольфісгайм перебували під суверенітетом Франції, який не визнавався Імперією 
. 
Амти Бабенгаузен, Лемберг, Ліхтенау та Вільштетт залишилися поза суверенітетом Франції. 